# هیو واردل-یربرگ
هیو واردل-یربرگ (انگلیسی: Hugh Wardell-Yerburgh؛ ۱۱ ژانویه ۱۹۳۸ – ۲۸ ژانویه ۱۹۷۰ (aged 32)) ورزشکار روئینگ اهل بریتانیا بود.
وی در مسابقات کشوری و بین‌المللی در مجموع برندهٔ ۱ مدال نقره شده‌است.